# Zygmunt Wóycicki
Zygmunt Teobald Wawrzyniec Wóycicki (ur. 5 listopada 1871 w Warszawie, zm. 23 sierpnia 1941 tamże) – polski botanik, nauczyciel i naukowiec, profesor Uniwersytetu Lwowskiego i Uniwersytetu Warszawskiego (anatomia i cytologia), członek Polskiej Akademii Umiejętności i Towarzystwa Naukowego Warszawskiego, organizator Warszawskiego Polskiego Towarzystwa Botanicznego, dyrektor Ogrodu Botanicznego UW.

## Działalność
Zygmunt Wóycicki studiował botanikę w Uniwersytecie Warszawskim. Po studiach pracował w prywatnej polskiej pracowni botanicznej przy Muzeum Przemysłu i Rolnictwa (1906). W latach 1907–1908 był nauczycielem biologii w szkole żeńskiej, prowadzonej przez Jadwigę Kowalczykównę i Jadwigę Jawurkównę (zob. Szkoła na Wiejskiej). Należał do grona założycieli i wykładowców Wydziału Matematyczno-Przyrodniczego Towarzystwa Kursów Naukowych w Warszawie (1905-1906), gdzie od 1910 roku prowadził wykłady botaniki. Od roku 1913 był profesorem Uniwersytetu Lwowskiego. Był pracownikiem Rady Komisji Odbudowy Kraju i Racjonalnego Budownictwa Tymczasowej Rady Stanu.
Po wycofaniu się Rosjan z Warszawy (zajęciu jej przez Niemców) Wóycicki związał się z reaktywowanym Uniwersytetem Warszawskim. W latach 1916–1939 był profesorem anatomii i cytologii. Pełnił też funkcję przedstawiciela Wydziału w senacie akademickim (1915–1917). Po nominacji na profesora zwyczajnego botaniki ogólnej został dziekanem Wydziału Filozoficznego (rok akademicki 1919/1920).
Wóycicki był również dyrektorem Ogrodu Botanicznego UW (1916–1919) oraz organizatorem Warszawskiego Towarzystwa Botanicznego (w latach 1922–1925 pełnił funkcję przewodniczącego).

Oddział Warszawski PTB powstał 22 listopada 1922 roku, a pierwszym Przewodniczącym został Zygmunt Wójcicki (profesor U.W.). Pierwsze posiedzenie referatowe Oddziału miało miejsce kilka dni później w Sali zakładowej Uniwersytetu Warszawskiego na I piętrze gmachu, gdzie odbywały się dalsze spotkania, aż do roku 1966 (z przerwą w okresie II wojny światowej). Zaproponowany przez Prof. Wójcickiego zwyczaj spotykania się w ostatnie czwartki każdego miesiąca, jest w miarę możliwości podtrzymywany do dnia dzisiejszego.

11 listopada 1937 otrzymał Krzyż Komandorski Orderu Odrodzenia Polski.

## Tematyka prac naukowych
Wyniki pierwszych prac naukowych, dotyczących rozmnażania się organizmów roślinnych, Wóycicki publikował na łamach „Wszechświata" (od 1899 roku). Tematyką zapładniania i rozwoju interesował się również w kolejnych latach – badał np. procesy zapłodnienia u Larix, Chara foetida, Basidiobolus ranarum, Yucca recurva, Tropaeolum. W roku 1917 badał mitochondria malwowatych − wykazał, że są one protoplastydami, z których powstają leukoplasty.
Zygmunt Wóycicki należał też do grupy botaników, którzy zainicjowali badania zbiorowisk roślinnych, charakterystycznych dla różnych obszarów Polski. Badania te oraz publikacje ich wyników były wspierane przez Kasę im. Józefa Mianowskiego.

## Publikacje
Publikacje naukowe i popularnonaukowe, dotowane przez Kasę, to przede wszystkim:
- opracowania drukowane w „Poradniku dla samouków” (wydawanym pod redakcją S. Michalskiego i A. Heflicha),
- wielotomowa praca pt. „Obrazy roślinności Królestwa Polskiego”, zeszyty wydawane w latach 1912−1939, od 1923 roku pt. „Krajobrazy roślinne Polski” (Wydawnictwo Towarzystwa Naukowego Warszawskiego, Wydz. III Nauk Matematycznych i Przyrodniczych, wyd. Societas Scientiarum Varsoviensis, 1912).

Inne prace reprezentują m.in.:
- Rozwój pylników i pyłku u mieszańca bezpłodnego Nicotiana atropurpurea Hort. X Nicotiana silvestris Speg. et Comes, 1921 (18 stron)
- Roślinność pasma Wzgórz Kazimierskich, 1917 (24 strony)
- Flora der Hügelkette von Kazimierz, 1917 (24 strony)
- Roślinność Ojcowa, 1913 (26 stron)
- Flora der Galmeigebiete von Bolesław und Olkusz, 1913 (34 strony)
- Flora von Częstochowa und Olsztyn, 1914 (32 strony)
- Roślinność Wyżyny Kielecko-Sandomierskiej, 1912 (36 stron)
- Flora der Niederung von Ciechocinek, 1912 (32 strony)
- Vegetationsbilder aus dem Miodobory-Hügelzuge in Podolien (współautor: Władysław Szafer), 1917
- O heteromorfiach słupkowia Robinia Pseudacacia (Über die Heteromorphie des Gynäceums bei Robinia Pseudacacia L.); Struktura heteromorfii i zrostów autoplastycznych. Słupkowia trójowocolistne (Die Struktur der Heteromorphien und Autoplastischen Verwachsungen. Dreiblättrige Gynäceen), Archiwum Nauk Biologicznych Towarzystwa Naukowego Warszawskiego, Wyd. Towarzystwa Naukowego Warszawskiego, 1939 (67 stron)

## Życie prywatne
Zygmunt Wóycicki był synem Tadeusza Wóycickiego h. Rawicz (ur. 1845) i Jadwigi z Zakrzewskich h. Wyssogota (1851–1932), wnukiem Kazimierza Władysława Wóycickiego – znanego literata, wydawcy, historyka Warszawy, bratem Kazimierza Wóycickiego (1876–1938) – historyka literatury i pedagoga oraz ojcem Stanisława (ur. 1897) – agrobiologa i Kazimierza (ur. 1898) – hydrologa.